# Глосарій термінів з хімії

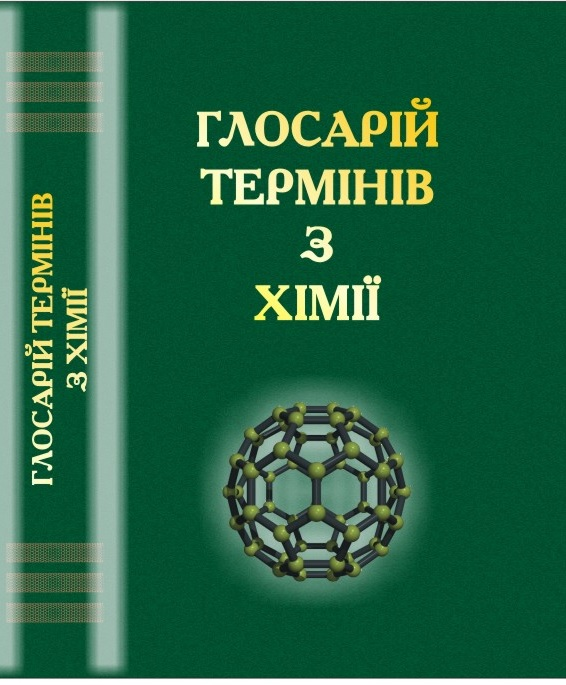

Глосарій термінів з хімії — у глосарії представлено 8379 термінів, що відображають стан хімії як науки на нинішній час. У ньому є терміни з усіх класичних розділів хімії: неорганічна хімія, органічна хімія, фізична хімія, колоїдна хімія, аналітична хімія, хімічна термодинаміка, фізико-органічна хімія, хімічна кінетика, хімічна динаміка, стереохімія, квантова хімія, фотохімія, хімія комплексних сполук, елементоорганічна хімія, нафтохімія, хімія полімерів, електрохімія, вуглехімія, хімія води, спектрохімія, біохімія, агрохімія, радіохімія, хімія твердого тіла, хімія поверхні, фармацевтична хімія.
У Глосарії широко представлено терміни і з тих розділів, що виникли й сформувались останніми часами: комп'ютерна хімія, «зелена» хімія, супрамолекулярна хімія, нанохімія, топохімія, комбінаторна хімія, медична хімія, хемометрика, сонохімія, фемтохімія, механохімія, хімія окремих молекул.
Глосарій включає терміни з областей хімії, що межують з математикою, інформатикою, фізикою, біологією.
У Глосарії кожен термін має свій порядковий номер і подається українською, російською та англійською мовами. Для термінів кожною з трьох мов подані синоніми. У Глосарії є український та англійський авторські індекси та алфавітні списки термінів окремо російською та англійською мовами із зазначенням їх порядкових номерів в основному тексті, що дозволяє легко знаходити кожен термін будь-якою з цих мов та використовувати Глосарій для перекладу з української на російську чи англійську, з англійської на українську чи російську, з російської на англійську чи українську мови.
Глосарій не включає термінів, пов'язаних з технікою експериментальних робіт і фізико-хімічних досліджень, з аналітичними фізико-хімічними і хімічними методами, методами спектрохімії, синтетичними процедурами, є лише терміни, що стосуються наукових принципів, а не технічної чи технологічної сторін. В ньому відсутні назви речовин, а є лише найголовніші їх класи. Бо на сьогодні вже кількість описаних окремих (не беручи до уваги бібліотеки сполук) речовин стрімко наближається до 10 мільйонів, то ж вибрати з них якісь головні можна лише з огляду на їх властивості або застосування, або промислове виробництво чи ще якоюсь подібною ознакою. Терміни розташовані за алфавітним порядком у тій формі, в якій вони вживаються. Роз'яснення кожного терміна дається українською мовою відповідно до сучасного його розуміння хімічною наукою та рекомендацій Міжнародної спілки теоретичної та прикладної хімії (IUPAC) щодо їх тлумачення. IUPAC налагоджено ефективну роботу в таких областях, як термінологія, класифікація та номенклатура, пов'язаних з протиріччями в трактуванні, боротьбою за пріоритети, наявністю національних мовних традицій. Описи термінів детально розглядаються у міжнародних комітетах експертів у відповідній області хімії, після чого їх рекомендації затверджуються Міждисциплінарним комітетом з номенклатури та символів. Переважна більшість українських термінів з класичних розділів хімії є усталеними й такими вони зафіксовані в Глосарії. Разом з тим деякі нові терміни з комбінаторної хімії, нанохімії, фемтохімії, хемометрики, комп'ютерної та обчислювальної хімії, «зеленої» хімії та ін. можуть потребувáти уточнень.
Щодо номенклатури хімічних сполук, то автори керувалися рекомендаціями, розробленими в Київському Національному університеті ім. Т. Г. Шевченка, де розділено назви елементів та простих сполук, яке й відображено в Держстандарті України, де це питання унормовано.
Кожна словникова стаття має такі елементи: порядковий номер, термін українською мовою, термін російською мовою, термін англійською мовою, опис терміна, а також при необхідності коментар стосовно особливостей використання самого терміна чи його синонімів. Значком * позначені терміни, які подані у перекладі за загальними словниками, але адекватність яких, одначе, не підтверджена даними з фахових джерел.
Терміни-синоніми представлені окремими статтями й наведені в алфавітному порядку під загальною нумерацією. Омонімічні значення та варіанти трактування терміна в різних розділах хімії виокремлено арабськими цифрами в одній статті.
Порядок слів у термінах, що складаються з кількох слів, подано таким, яким він зустрічається в практичному науковому вживанні (мовленні/писанні), напр., якісний аналіз. Якщо ключовий іменник такого складеного терміна не знаходиться на першому місці, для зручності пошуку таких термінів в алфавітний реєстр Глосарію, але без номера, включено варіант терміна з ключовим іменником на першому місці, а пояснювальна частина терміна — за ним, через кому, напр., аналіз, якісний. Нечисленні латинські терміни: ab initio, in vivo тощо розташовані попереду відповідних літер українського алфавіту.
У вступі до Глосарію наведено рекомендації IUPAC до форми представлення хімічної інформації у друкованих джерелах. Зокрема при виборі шрифтів для написання назв, хімічних та математичних формул, а також при виборі типів стрілок чи знаків між реактантами та продуктами в хімічних рівняннях автори керувались цими рекомендаціями.
У Глосарії використані матеріали словників, опублікованих його авторами раніше.